# Mirim-Talsperre
Die Mirim-Talsperre ist ein Staudamm mit Wasserkraftwerk am östlichen Stadtrand Pjöngjangs (Nordkorea).

## Geschichte
Die Talsperre wurde im Jahre 1979 errichtet und am 2. Juli 1980 in Betrieb genommen. Sie wurde hauptsächlich zur Minimierung der Gefahr eines möglichen Hochwassers im Bezirk Sadong-guyŏk errichtet, aber auch um Energie zu gewinnen. Die Stromerzeugung erfolgt hydroelektrisch. Der Damm verbindet über den Taedong-gang die Stadtbezirke Sadong-guyŏk und Taesŏng-guyŏk.
Während der Jonsung Cup Games zwischen den 1. Juli 2016 bis zum 27. Juli 2016 war die Talsperre neben den Städten Sariwŏn und Wŏnsan einer der Austragungsorte.